# Beagle (razza canina)
Il beagle o bracchetto è una razza di cani da caccia di taglia piccola (di origine inglese), in origine usati per lo più per cacciare animali come conigli, fagiani, volpi e cinghiali, oggi abbastanza diffusi come cani da compagnia. 
Per le loro attitudini venatorie i beagle sono definiti cani da lavoro, poiché sono una razza sottoposta a prova di lavoro anche per la proclamazione di campione italiano di bellezza.

Molto utilizzato in passato e ancora oggi nella caccia alla piccola selvaggina, il beagle è una razza piuttosto antica: già nel secolo XIII veniva menzionato come cane di maggior bellezza. È stato introdotto in moltissimi Paesi europei con eccellenti risultati. In Francia è, senza dubbio, la razza canina più popolare. In Gran Bretagna, come la maggior parte delle razze da caccia, sono allevati per due scopi e in due diversi modi.
Si allevano i beagle da caccia e si allevano i beagle da esposizione e compagnia. In Italia e in tutti Paesi affiliati alla FCI lo standard è unico. In Francia questa razza fu importata intorno al 1860 e divenne, con il passare del tempo, un cane molto ricercato per le sue doti e prestazioni nella caccia; l'Inghilterra così venne superata nella popolarità di questo tipo di cane, perché per loro non era da considerarsi un buon cane da caccia, date le sue dimensioni ridotte e la sua moderata velocità. La sua diffusione in Italia è avvenuta negli ultimi decenni, ma il suo ruolo, per la maggior parte dei casi, è solo quello di cane da compagnia.

## Carattere

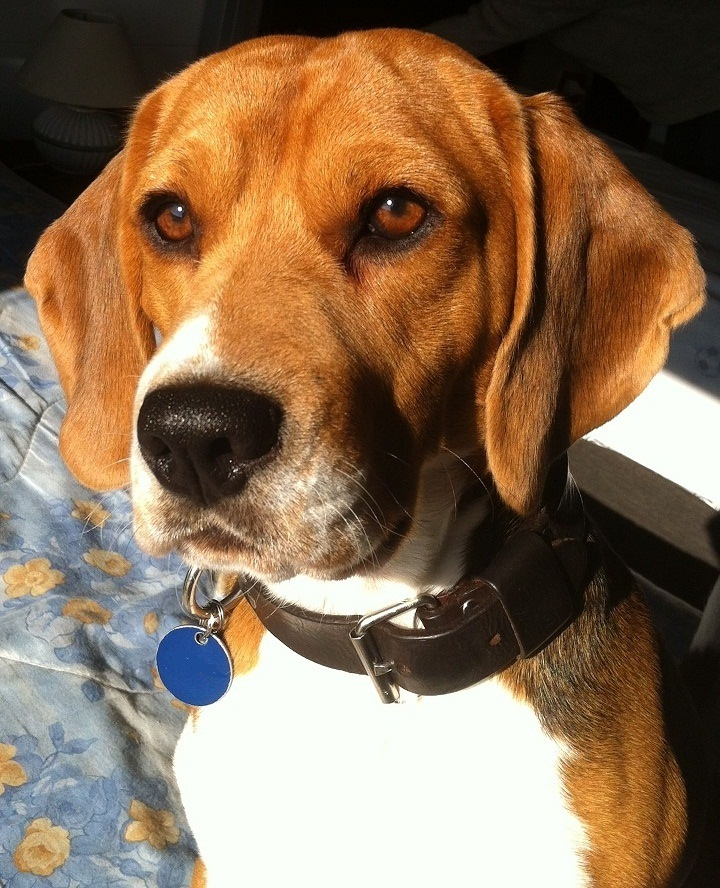
Beagle di due anni

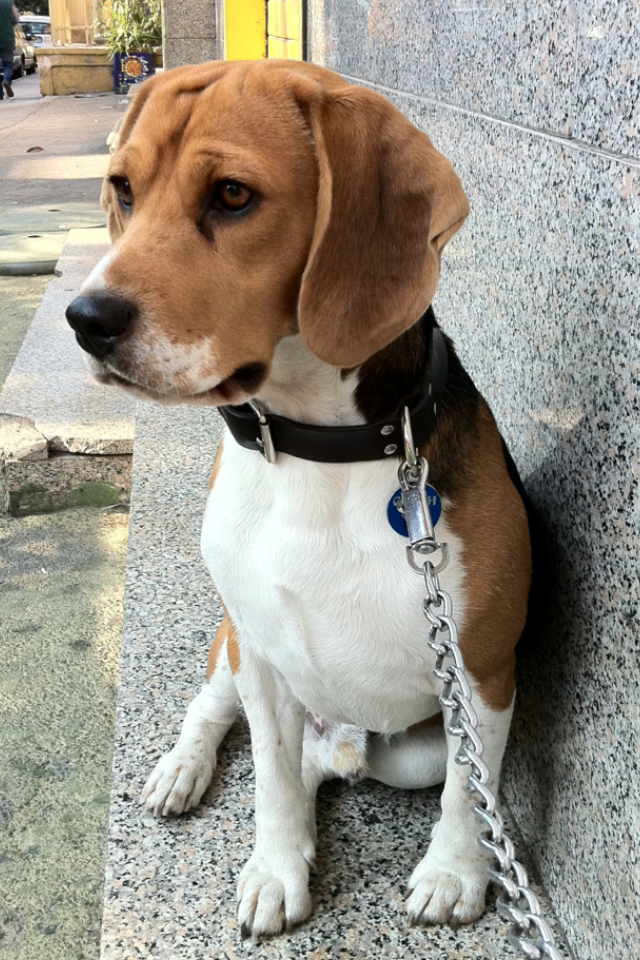
Beagle o bracchetto

Cane molto allegro, curioso, intelligente, in ogni suo movimento viene espressa la sua "gioia di vivere". Pur essendo un cane dolcissimo, si possono incontrare molti problemi nell'educarlo in quanto il beagle può avere un carattere un po' frettoloso e data la sua selezione è generalmente una razza molto ostinata e testarda.
Si attaccano molto al padrone, seguendolo continuamente in ogni sua attività tanto da esser definiti "cani-ombra", proprio a causa di questo attaccamento quasi morboso al proprietario. Essendo un segugio, è stato selezionato per scovare tracce olfattive e seguirle, ciò comporta una seria difficoltà nell'insegnare a questi cani a ritornare a comando quando si trovano fuori casa o a stare correttamente al guinzaglio, poiché sono letteralmente "rapiti" dagli odori dell'ambiente circostante.
Il beagle, generalmente, è molto socievole sia con gli altri cani sia con le persone e da alcuni è considerato il cane ideale per famiglie con bambini piccoli poiché sempre disponibile al gioco e mai aggressivo. Il beagle non abbaia molto se non in momenti di particolare agitazione/eccitazione e il suo abbaiare è tonante e acuto. Per la sua mole ridotta può stare anche in appartamento, purché gli si dia l'opportunità quotidiana di camminare, concedendogli ogni tanto delle lunghe corse.
Cerca continuamente la compagnia della persona a cui si è affezionato. Ottimo cane da caccia e da compagnia, ma sconsigliato a persone anziane che cercano cani "da passeggio"; infatti il beagle è più avvezzo a scattare o a rimanere fermo in un punto. Bisogna prestare molta attenzione quando si avvicinano persone estranee: il beagle è propenso a fidarsi di chiunque dato il suo carattere socievole, ma ciò può limitarlo nella funzione di cane da guardia.

## Aspetto fisico

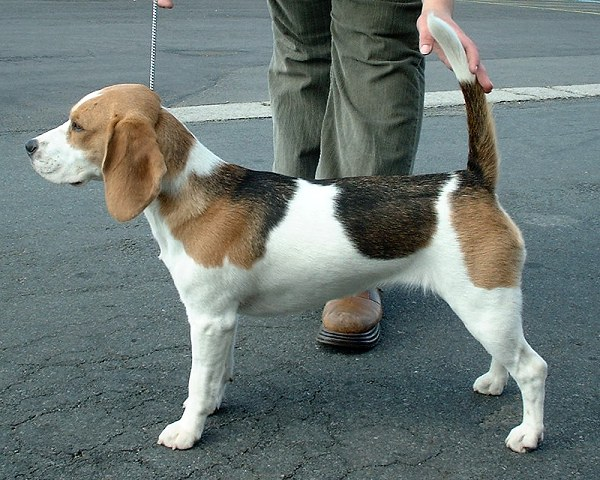
Un beagle in posa da esposizione

Questi esemplari appaiono robusti, di struttura compatta ed elegante. La taglia è medio piccola (da 20 a 35/40 cm). La testa è di medio-piccola lunghezza. Lo stop, ben marcato, è equidistante dall'occipite e dall'estremità del naso. Il muso non è smussato e le labbra sono ben cascanti. Tartufo largo, nero, con la caratteristica forma a cuore, con minor pigmentazione nei soggetti a mantello più chiaro; narici ben aperte.
Gli occhi sono abbastanza grandi, ben distanziati, marrone scuro o nocciola e a volte arancione, presentano sempre un'espressione dolce e maliziosa. Le orecchie sono lunghe, con le estremità arrotondate, scendono sulle guance con grazia e, distese, raggiungono la punta del naso. L'inarcatura è bassa, di tessuto sottile. La coda è robusta e di media lunghezza attaccata alta, mai arrotolata verso il dorso né inclinata sul davanti. Ben piumata, in particolare nella parte inferiore (spigata). Negli esemplari più chiari i cuscinetti dei piedi sono rosa.
Sono in continua ricerca di cibo per cui tendono ad ingrassare rischiando grossi problemi agli arti inferiori.

## Beagle Elizabeth

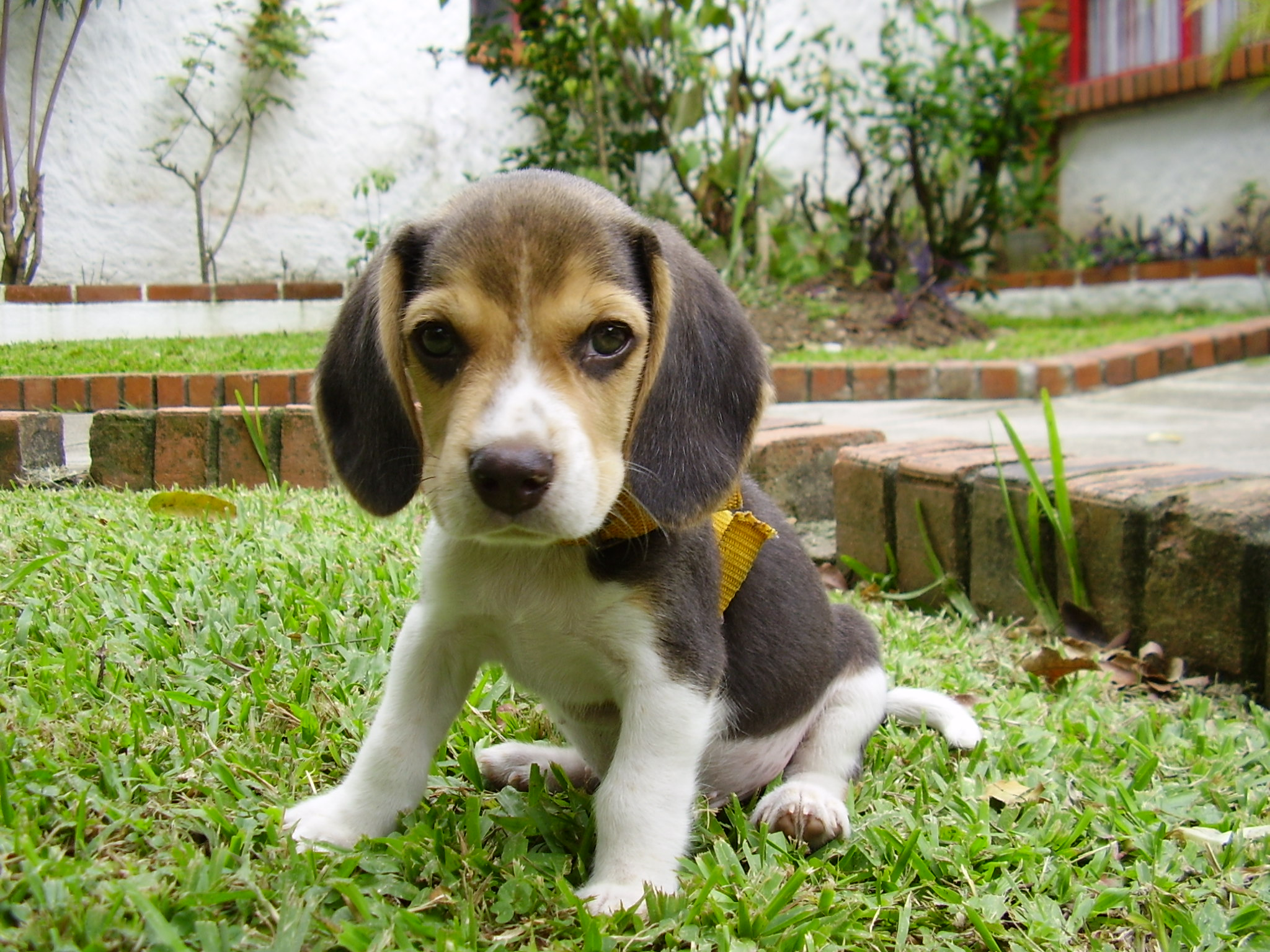
Un beagle di 60 giorni

Sono chiamati così in onore della regina Elisabetta I, che li predilesse e allevò, questi beagle erano cani che misuravano dai 18 ai 25 cm d'altezza. Esemplari di questo tipo di bracchetti venivano allevati in Gran Bretagna fino all'Ottocento; per la loro dimensione ridotta non riuscivano facilmente a riprodursi per cui, un po' alla volta, cominciarono a scomparire, fino a estinguersi nel XIX secolo. Anche tentativi seguenti di allevatori del Regno Unito di far rivivere il mini-beagle agli inizi del Novecento fallirono. L'ultimo standard del beagle non prevede questa varietà, per cui oggi cani di altezza inferiore a 33 cm sono da considerarsi fuori dallo standard.

## Beagle nella cultura di massa
- Uno dei personaggi principali dei fumetti dei Peanuts Snoopy è un beagle (bracchetto); nella traduzione italiana viene erroneamente indicato anche come bracco.
- La trilogia Shiloh di Phyllis Reynolds Naylor riguarda un beagle.
- I componenti della Banda Bassotti (Beagle Boys), personaggi Disney, sono dei grossi beagle.
- Odie, coinquilino di Garfield.
- Lou in Come cani e gatti.
- Porthos in Star Trek: Enterprise.
- Buster in The Wonder Years.
- Il supercane protagonista del film Underdog - Storia di un vero supereroe è un beagle.
- Bravo, il cane de L'ispettore Gadget.
- Buckley nel film I Tenenbaum.
- Il Pokémon Smeargle deriva proprio da un Beagle.
- Nome della nave che portò Charles Darwin nel viaggio durato cinque anni da cui seguirono le sue deduzioni sull'evoluzionismo.
- Il presidente degli Stati Uniti Lyndon Johnson ha posseduto quattro beagle chiamati Him ("Lui"), Her ("Lei"), Freckles ("lentiggini") ed Edgar.
- Daisy nel film John Wick.